# Közép-csehországi kerület
Koordináták: é. sz. 49° 55′ 03″, k. h. 14° 26′ 48″49.917500°N 14.446667°E
A Közép-csehországi kerület (csehül Středočeský kraj) közigazgatási egység Csehország középső részén. Székhelye Prága, azonban a cseh főváros nem tartozik a kerülethez, mert van sajátja. Lakosainak száma 1 154 193 fő (2005).

## Járások

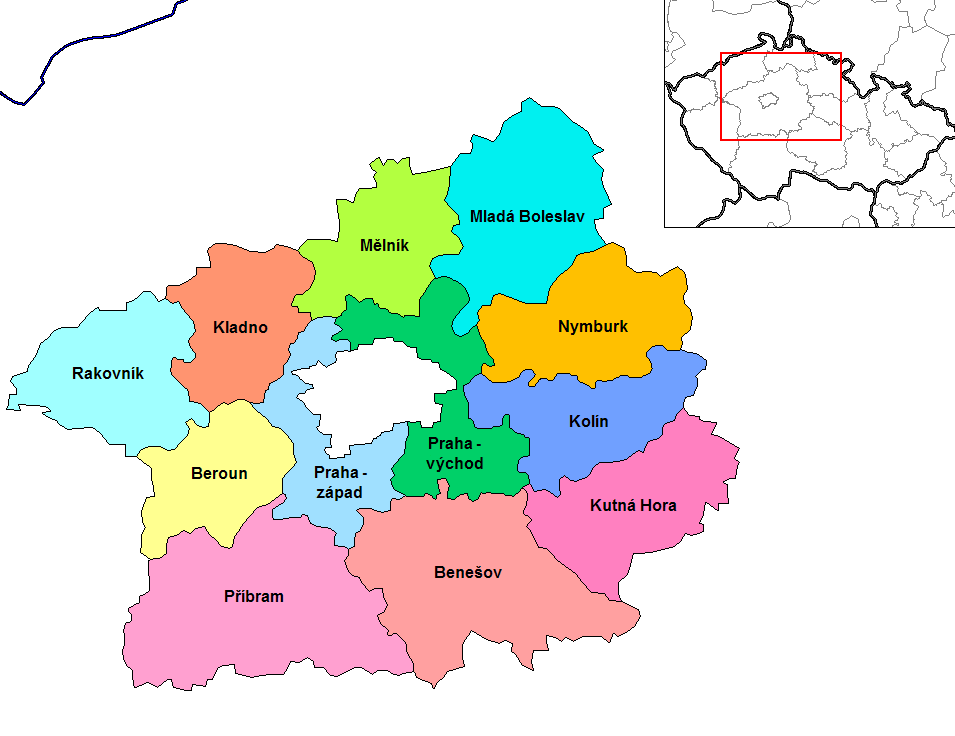
A Közép-csehországi kerület járásai

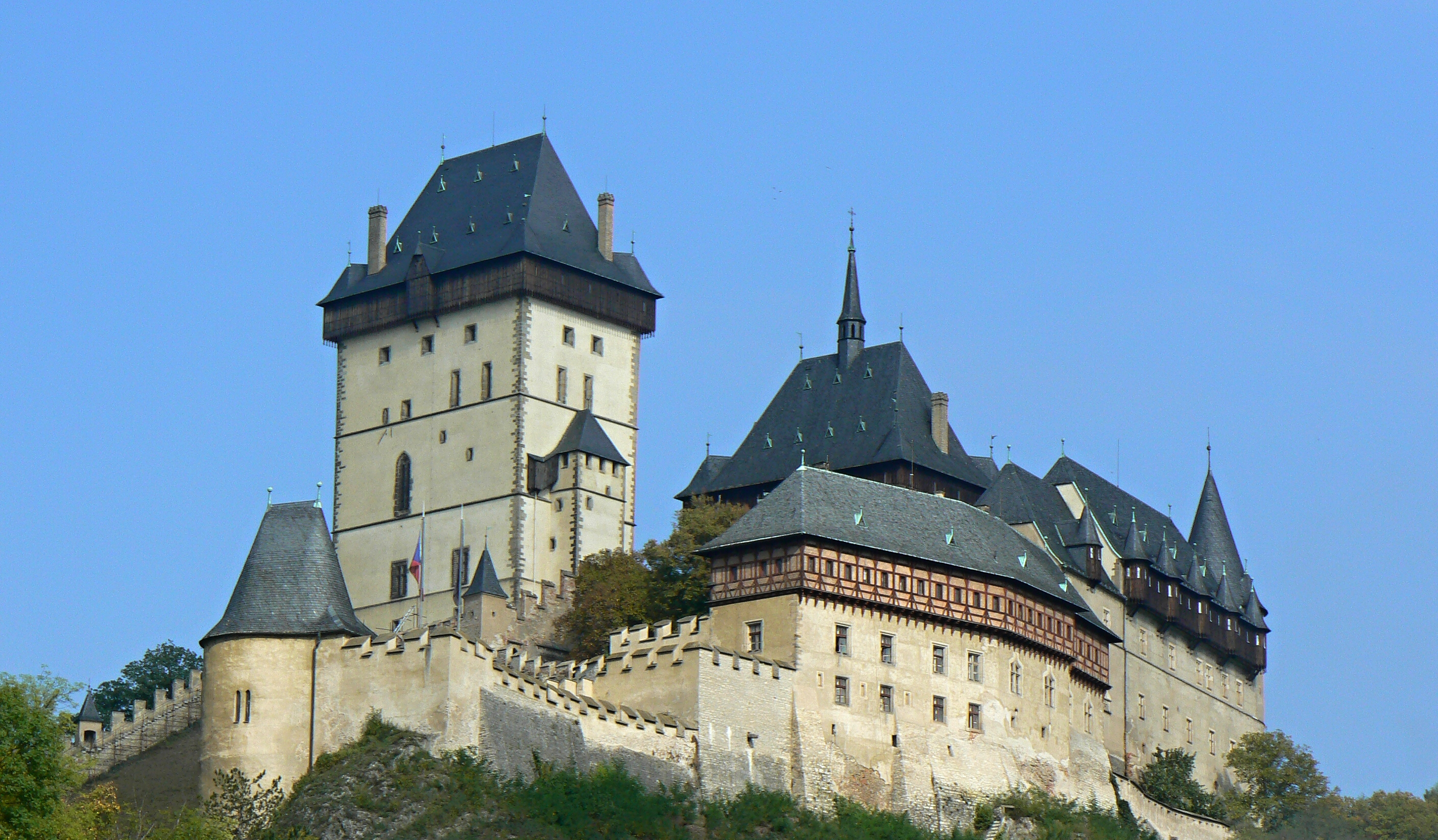
Karlštejn vára

2005. január 1-től, a legutóbbi kerülethatár-módosítás óta a területe 11 014 km², melyen 12 járás osztozik:
| Név (Cseh név)                                | Jel | Székhely       | Népesség (fő, 2012) | Terület (km²) | Népsűrűség (fő/km²) | Községek száma |
| --------------------------------------------- | --- | -------------- | ------------------- | ------------- | ------------------- | -------------- |
| Benešovi járás (Okres Benešov)                | BN  | Benešov        | 95 445              | 1 475         | 65                  | 115            |
| Berouni járás (Okres Beroun)                  | BE  | Beroun         | 86 056              | 662           | 130                 | 85             |
| Kelet-prágai járás (Okres Praha-východ)       | PH  | Prága          | 151 451             | 755           | 201                 | 110            |
| Kladnói járás (Okres Kladno)                  | KL  | Kladno         | 159 133             | 720           | 221                 | 100            |
| Kolíni járás (Okres Kolín)                    | KO  | Kolín          | 96 703              | 744           | 130                 | 89             |
| Kutná Hora-i járás (Okres Kutná Hora)         | KH  | Kutná Hora     | 74 333              | 917           | 81                  | 88             |
| Mělníki járás (Okres Mělník)                  | ME  | Mělník         | 104 169             | 701           | 149                 | 69             |
| Mladá Boleslav-i járás (Okres Mladá Boleslav) | MB  | Mladá Boleslav | 123 736             | 1 023         | 121                 | 120            |
| Nymburki járás (Okres Nymburk)                | NB  | Nymburk        | 94 360              | 850           | 111                 | 87             |
| Nyugat-prágai járás (Okres Praha-západ)       | PZ  | Prága          | 124 799             | 581           | 215                 | 79             |
| Příbrami járás (Okres Příbram)                | PB  | Příbram        | 113 662             | 1 692         | 67                  | 121            |
| Rakovníki járás (Okres Rakovník)              | RA  | Rakovník       | 55 498              | 896           | 62                  | 83             |

## Legnagyobb települések

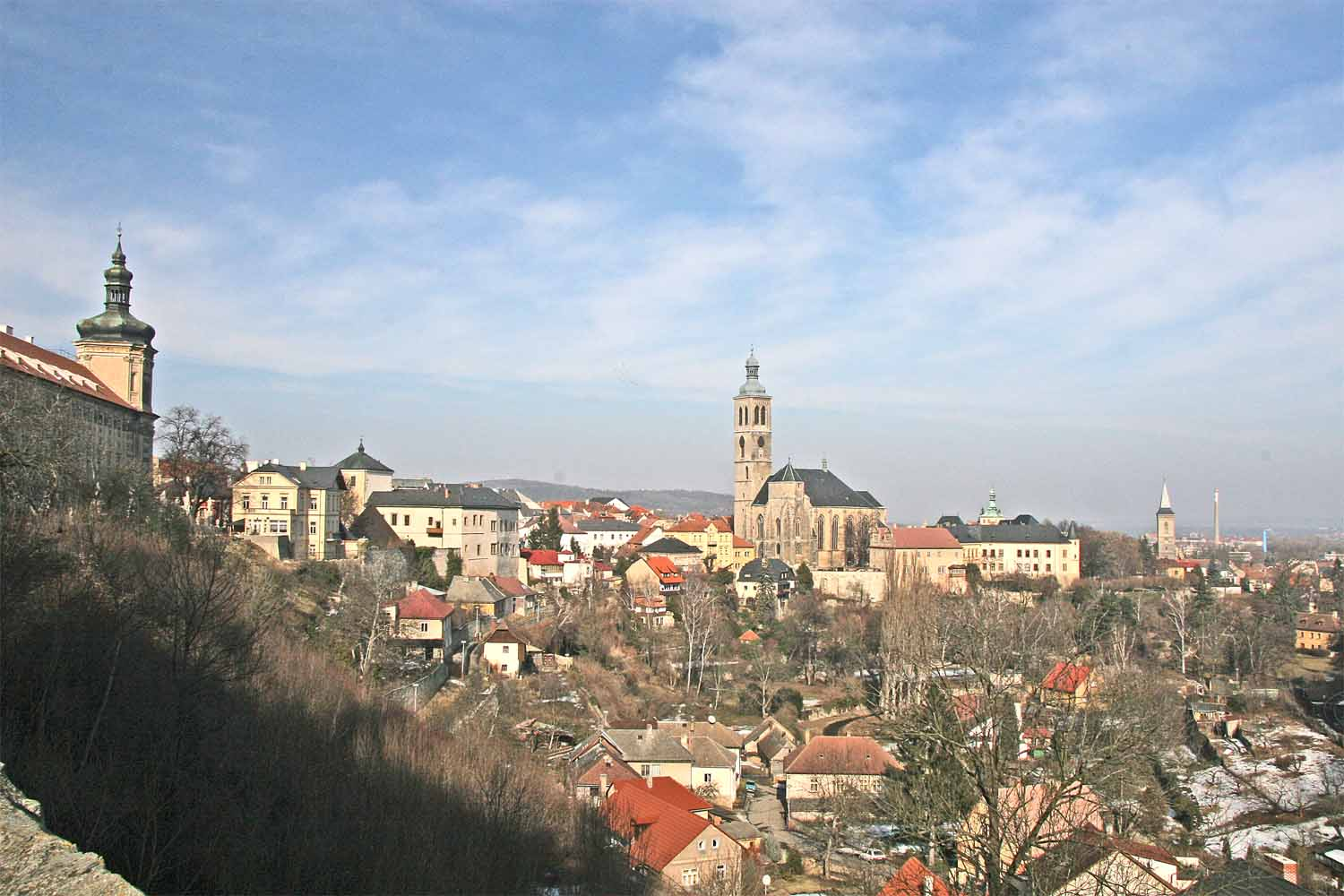
Kutná Hora

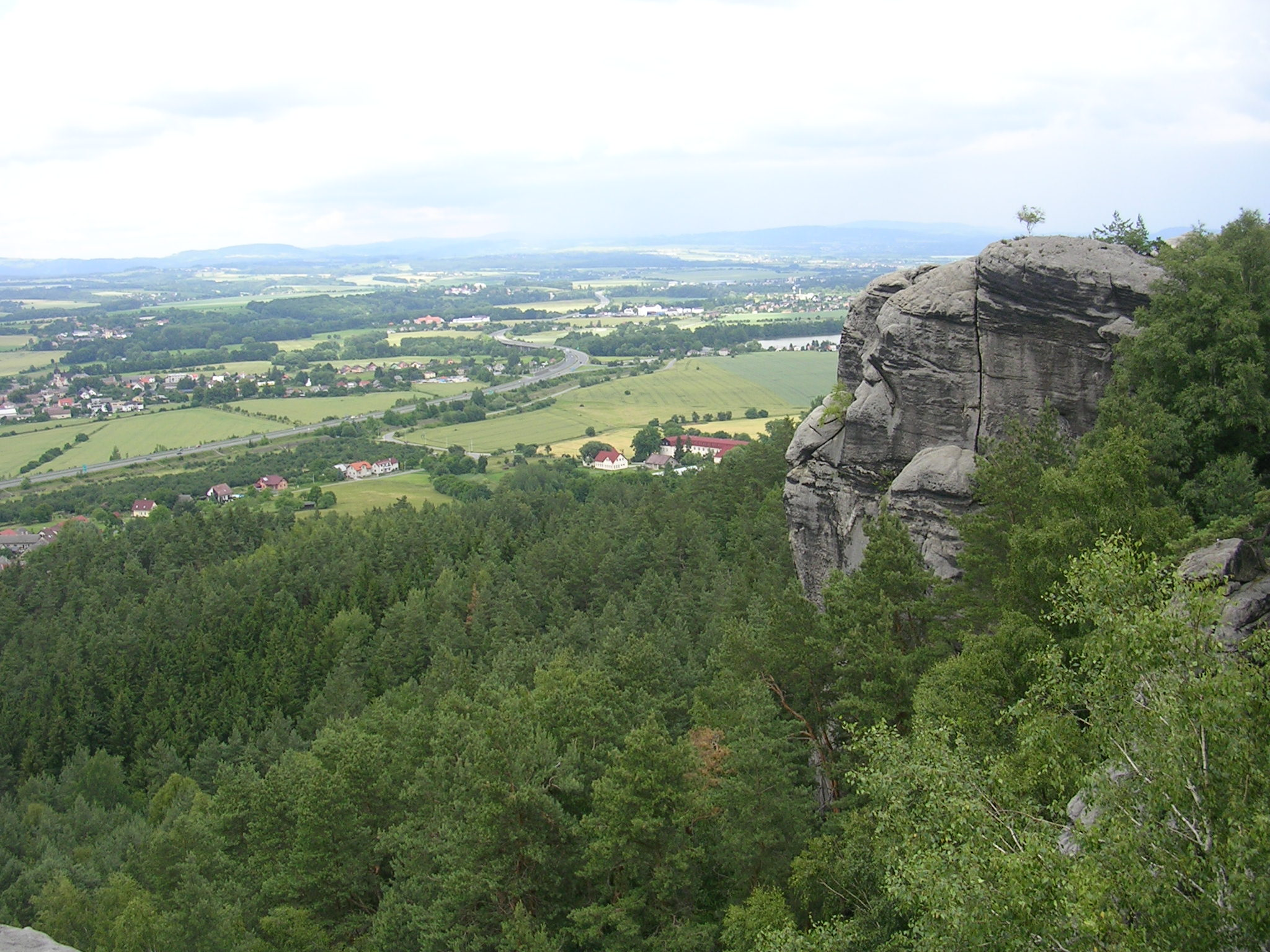
Drábské světničky homokkő sziklák a Cseh Paradicsomban

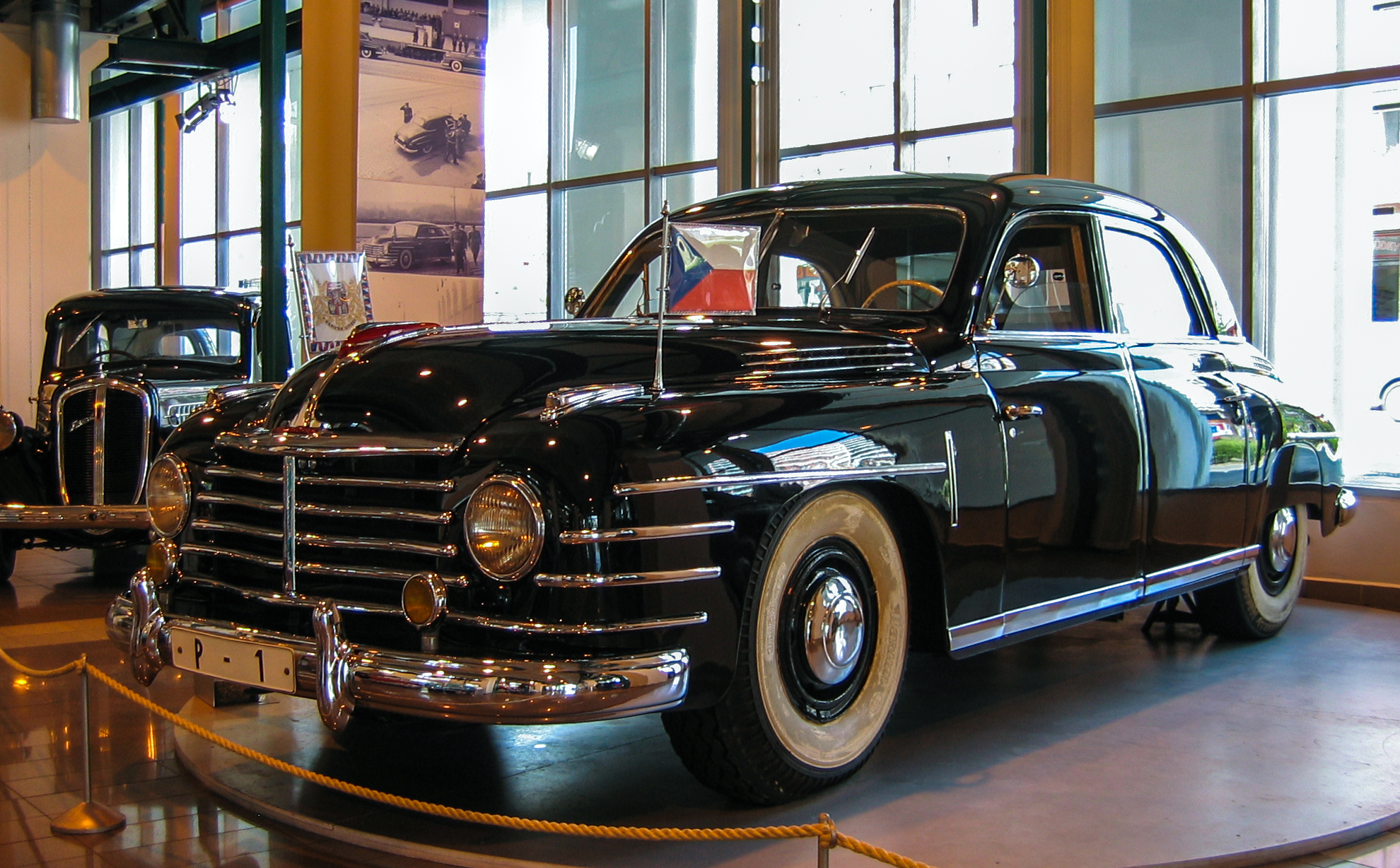
Škoda VOS a Mladá Boleslav-i Škoda Múzeumban

| Név                              | Lakosság (fő, 2005. december 31.) |
| -------------------------------- | --------------------------------- |
| Kladno                           | 69.329                            |
| Mladá Boleslav                   | 43.162                            |
| Příbram                          | 34.884                            |
| Kolín                            | 30.175                            |
| Kutná Hora                       | 21.142                            |
| Mělník                           | 19.124                            |
| Beroun                           | 17.808                            |
| Kralupy nad Vltavou              | 17.104                            |
| Neratovice                       | 16.257                            |
| Benešov                          | 16.245                            |
| Rakovník                         | 16.238                            |
| Brandýs nad Labem-Stará Boleslav | 15.727                            |
| Slaný                            | 14.856                            |
| Nymburk                          | 14.298                            |
| Poděbrady                        | 13.250                            |
| Vlašim                           | 12.103                            |
| Říčany                           | 11.800                            |
| Čelákovice                       | 10.498                            |
| Čáslav                           | 9.966                             |
| Mnichovo Hradiště                | 8.411                             |
| Lysá nad Labem                   | 8.294                             |
| Dobříš                           | 7.951                             |
| Sedlčany                         | 7.784                             |

## Fordítás
- Ez a szócikk részben vagy egészben  a   Central Bohemian Region című angol Wikipédia-szócikk ezen változatának fordításán alapul.  Az eredeti cikk szerkesztőit annak laptörténete sorolja fel. Ez a jelzés csupán a megfogalmazás eredetét és a szerzői jogokat jelzi, nem szolgál a cikkben szereplő információk forrásmegjelöléseként.
- Ez a szócikk részben vagy egészben  a   Středočeský kraj című cseh Wikipédia-szócikk ezen változatának fordításán alapul.  Az eredeti cikk szerkesztőit annak laptörténete sorolja fel. Ez a jelzés csupán a megfogalmazás eredetét és a szerzői jogokat jelzi, nem szolgál a cikkben szereplő információk forrásmegjelöléseként.

## Külső hivatkozások
- Hivatalos honlap Archiválva 2015. február 5-i dátummal a Wayback Machine-ben